# 双城子古城
双城子古城，位于中国吉林省德惠市朝阳乡双城子村，为一个省级文物保护单位，类型为古遗址，公布时间为1999年2月26日。该文物保护单位由德惠市文管所管理。
双城子古城的历史年代为辽金。